# Neobisium bessoni
Espèce
Neobisium bessoni est une espèce de pseudoscorpions de la famille des Neobisiidae.

## Distribution
Cette espèce est endémique de Nouvelle-Aquitaine en France. Elle se rencontre dans les Pyrénées-Atlantiques à Accous dans la Trou souffleur de Liet.

## Description
La femelle holotype mesure 4,200 mm.

## Étymologie
Cette espèce est nommée en l'honneur de Jean-Pierre Besson.

## Publication originale
- Heurtault, 1979 : Le sous-genre Ommatoblothrus en France (Pseudoscorpiones, Neobisiidae). Revue Arachnologique, vol. 2, no 5, p. 231-238.